# 艾里西湖水库
艾里西湖水库，位于中华人民共和国新疆维吾尔自治区莎车县艾里西湖镇东南，是叶尔羌河左岸一座中型平原灌注式水库，由上、下两库组成。上库色力勿衣水库始建于1957年，1962年竣工，原设计库容3000万立方米；下库艾里西湖水库建于1965年，1968年竣工，原设计库容3400万立方米。上、下两库于2005年完成除险加固工程，现状总库容5180万立方米，上、下两库库容分别为1910万立方米和3270万立方米。大坝为均质土坝，主坝长14.1千米，最大坝高分别为5.3米和5.6米，正常水位水域面积14.67平方千米。水库承担着莎车县下游灌区1万余公顷耕地的灌溉任务。